# Marin Glasnović
Marin Glasnović (* 15. června 1990) je chorvatský fotbalový útočník hrající za SK Aritma Praha.

## Kariéra
Ačkoliv pochází z Chorvatska, začínal s fotbalem v Praze, kde odmala žije. V žákovských kategoriích hrál za Spartu, ale do povědomí veřejnosti se dostal až v dresu Motorletu Praha. Zde se postupně prostřílel až do áčka. V podzimní části sezony 2011/12 nastřílel za Motorlet, který tehdy hrál divizi, celkem 24 branek a stal se nejlepším podzimním střelcem v Česku. V Motorletu nastupoval i za béčko, kde na sebe upozornil pěti góly v síti Meteoru Praha. V zimě se o něho zajímal Písek i Střížkov, nakonec dostal šanci ve třetiligových Ovčárech, kam zamířil na hostování. Zde se sešel v jednom týmu s bývalým hráčem Bohemians 1905 Ferencem Róthem. Toto angažmá však pro něj nezačalo dobře, když krátce po zápase s MFK Chrudim v kabině zkolaboval a musel být převezen do nemocnice v Mělníku. Do konce jarní části už nastupoval jen sporadicky a na podzim 2012 zamířil do rovněž třetiligových Záp. Tady svými výkony zaujal vedení prvoligové Vysočiny Jihlava a to si ho v lednu 2013 pozvalo na testy. Za Jihlavu nastoupil do dvou zápasů zimní Tipsport ligy, ve kterých si připsal jednu branku, ovšem svými výkony vedení ani trenéra nepřesvědčil a to s ním posléze ukončilo testy. V zimním přestupovém období nakonec zamířil na hostování do Příbrami, kde nastupoval za juniorku. Po skončení sezony pak zamířil do týmu FK Králův Dvůr, který hraje ČFL, kde ovšem před jarní částí skončil a vrátil se do Záp, kde vypomáhá i v "B" týmu.